# Hanover Square
Hanover Square è una piazza di Londra nel quartiere di Mayfair, situata a sud-ovest di Oxford Circus, la dove si incrociano Oxford Street e Regent Street.
Le strade che convergono su Hanover Square sono in senso orario: Brook Street, Dering Street, Hanover Street, Harewood Place e Princes Street.
Hanover Square si sviluppò nel XVIII secolo come zona residenziale fra le migliori di Londra, e fu inizialmente il luogo di residenza della aristocrazia legata ai Tory. In essa rimangono alcune residenze dell'epoca, mentre la maggior parte degli edifici ricadenti sulla piazza sono stati ricostruiti in varie epoche. Oggi essi sono quasi completamente occupati da uffici. Sulla piazza si affaccia inoltre la Chiesa di San Giorgio.